# Mihály
A Mihály héber eredetű bibliai férfinév, a Mikaél magyar formája. Jelentése: Ki olyan, mint az Isten? A név eredeti viselője az egyik arkangyal, akit Dániel próféta könyvében, Júdás apostol levelében és A jelenések könyvében említenek. Becézve Misi, Misike, Misu, Miska, Misa, Misó, Misóka. Női párja: Mihaéla

## Gyakorisága
Az 1990-es években gyakori név, a 2000-es években az 56-61. leggyakoribb férfinév.

## Névnapok
- május 8.[2]
- június 19.[2]
- szeptember 29.[2]

## Idegen nyelvi változatai
- Micháél (héber)
- ميكائيل (Míkáíl) (arab)
- Michal, Michael (cseh)
- Μιχάλης (Michálész) (görög)
- Michaelis (latin)
- Michael (német)
- Michael (szlovén)
- Mihael, Miháo (vend)
- Michal (szlovák)
- Michał (lengyel)
- Mícheál (ír)
- Michel (francia) (rövid alak)
- Michele (olasz)
- Mihai (román)
- Miguel (portugál, spanyol)
- Mika (finn)
- Mihail (Михаил, orosz)
- Mihajlo (Михайло, ukrán)
- Miheil (მიხეილ, grúz)
- Michael (angol)
- Mihill (albán)
- Mihkel (észt)
- Miķelis (lett)
- Mykolas (litván)

## Híres Mihályok
„Mihály” utónevű személyek szócikkeinek listája a Wikidata alapján